# BCG矩陣
BCG矩陣（又称波士顿矩阵）是布鲁斯·亨德森於1970年為波士頓諮詢公司設計的一個圖表，目的是協助企業分析其業務和產品系列的表現，從而協助企業更妥善地分配資源，及作為品牌建立和營銷、產品管理、戰略管理及公司整體業務的分析工具。

## 用法

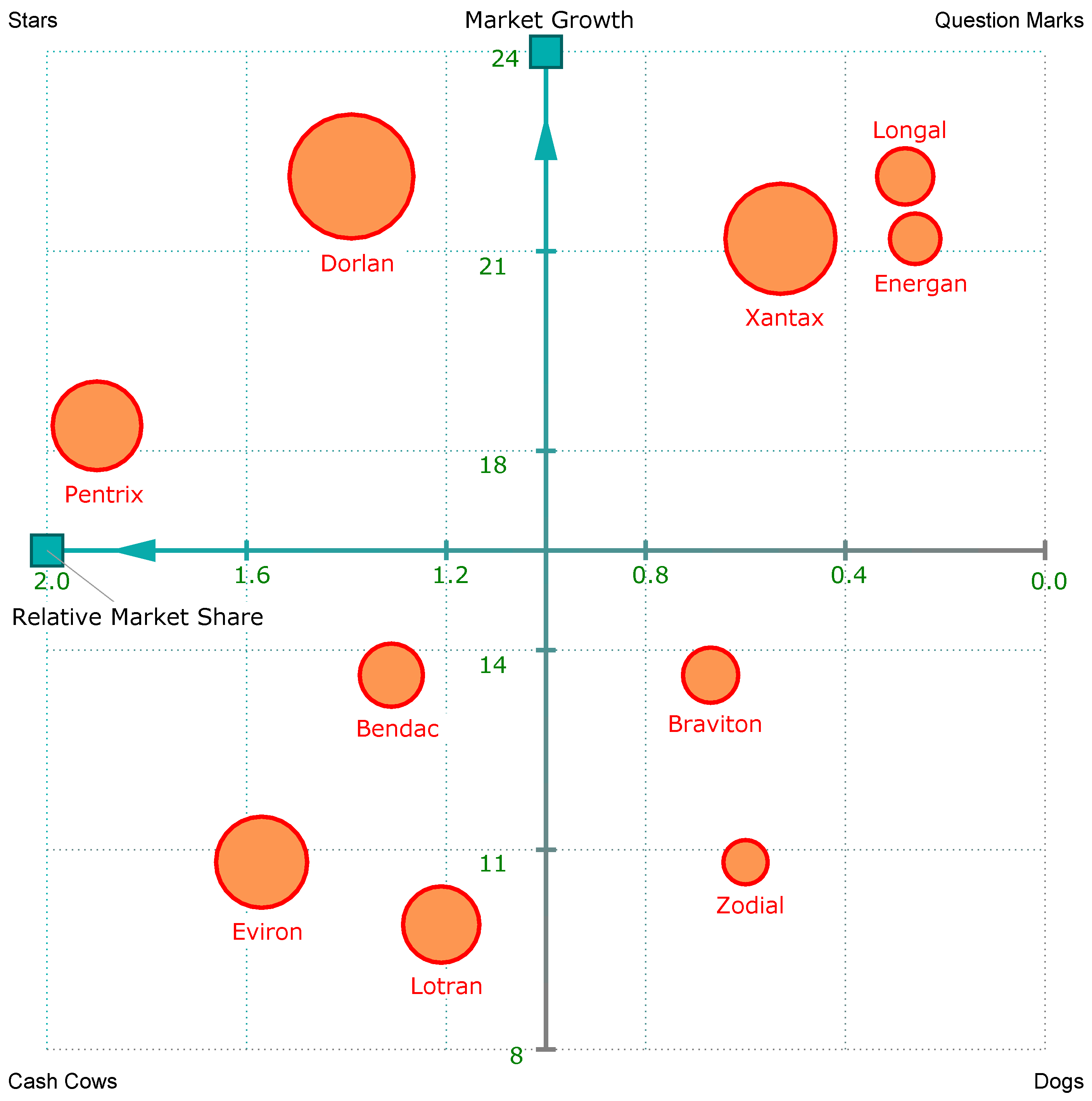
BCG矩陣

BCG矩陣實際上是一個二乘二的矩陣，橫軸是相對市場佔有率（以公司業務的市場佔有率除以同業最高的市場佔有率而獲得），縱軸是市場預期增長，再加上兩軸各自的分界而成。
在建立圖表前，負責人員須分析企業內所有業務或產品的表現。完成後，將各業務或產品的表現標在圖表內適當位置，並得出一個表現分佈圖。
圖表內有四個區域，分別有以下意思：
- 金牛（Cash Cows）是指擁有高市場佔有率及低預期增長的業務。顧名思義，這類業務通常都為公司帶來比維持業務所需還要多的現金收入。它們通常都被認為是穩定和沉悶的，所屬市場已經成熟，但所有企業都想擁有的龍頭業務。因為投資在這類業務並不會大量增加收入，所以企業都只會對這些業務維持最基本的開支。
- 狗（Dogs），或稱寵物（Pets），是指擁有低市場佔有率及低預期增長的業務。這類業務通常只能維持收支平衡。雖然這些業務可能實際上協助其他業務，但從會計角度來看，因為這類業務未能為公司帶來可觀的收入，所以對公司來說是沒有用處的。而且，這些業務降低了公司的資產回報率（Return on Assets，ROA）。資產回報率是投資者分析一家公司是否管理良好的一個重要數據。因此，從此角度來看，這類業務應該被售出。
- 問號（Question Marks），或稱問題兒童（Problem Child）也有人稱之為野貓（Wild Cat），是指面向高增長的市場但市場佔有率低的業務。由於業務面向高增長的市場，故需要公司大量的投資。但因為市場佔有率低，這類業務未能為公司帶來可觀的收入，結果出現大筆現金淨支出。這類業務有潛質為公司帶來可觀的收入──在增加市場佔有率後，這些業務將會變成在「星」區域的業務，並在市場成熟後轉為「搖錢母牛」區域的業務。但如業務經營多年都未能成為市場領導者，則會變成在「狗」區域的業務。因此，對這些業務投放資源前，必先對它們小心分析，以確定業務值得投資。
- 明日之星（Stars）是指面向高增長的市場而市場佔有率高的業務。這些業務均被期望成為公司未來的龍頭業務──即在「搖錢母牛」區域的業務。雖然這些業務需要投放更多的金錢以維持市場領導者地位，但若能達到此目的，這些投資都是值得的──若能維持市場領導者地位，當市場轉趨成熟時，「星」區域的業務就會變為「搖錢母牛」區的業務。否則，「星」區的業務就會逐漸移向「狗」區域。

當一個行業及其市場轉趨成熟的時候，所有公司在該行業的業務將會變成「搖錢母牛」或「狗」區域的業務。大部分的業務的生命週期都是自「問號」區域開始，然後移向「星」區域。當市場增長放緩時候，則會移向「搖錢母牛」區域。最終則會移向「狗」區域，並完成一個生命週期。
這些命名的最終目的，是讓分析員能決定對公司各業務的資源分配，及決定出售那些業務。至於公司的管理層，則能從結果獲得對項目投資的理據，並加強其信心。

## 實際用途
BCG矩陣為分析產品或服務的強項和弱點提供了一幅有用的「地圖」。「地圖」的兩軸分別為盈利率（以相對市場佔有率表示）及預計未來現金流（以預計市場增長率表示），而此圖中，每種產品和服務的價值。此意念主要來自企業管理現金流的需要。其中相對市場佔有率是評定產品或服務的收入的一個主要指標；而預計市場增長率則是企業評估對產品或服務投資時的一個重要指標。

## 四種策略
1. 建立策略（Build）：增加投資，期望值提高問題市場占有率，成為明星事業
2. 維持策略（Hold）：維持投資，目的維持市場占有率
3. 收割策略（Harvest）：只求增加短期現金流量，因此會採行減少投資支出之作法。
4. 撤資策略（Divest）：幾乎不會有任何投資支出，因為將資源運用至其他事業將更為有利，故規劃將事業單位出售或清算。

### 相對市場佔有率
相對市場佔有率是指根據短期的規模經濟，根據長期的經驗學習，作為是否能確保成本優勢的判斷材料。

### 預計市場增長率
預計市場增長率是市場中製品的盛衰週期在什麼時期的指標。指標在高的情況下市場是處於成長期，指標在低的情況下市場是處於成熟期。

## 關連項目
- 新產品開發
- 產品生命周期管理
- 經驗學習曲線